# Motufoua
Motufoua – miejscowość w Tuvalu, położona na wyspie Vaitupu.
Osada ma powierzchnię 0,11 km². W 2001 roku zamieszkiwało ją 501 osób, a w 2012 roku – 502.